# The Mystery of the Hindu Image

The Mystery of the Hindu Image est un film muet américain réalisé par Raoul Walsh et sorti en 1914.

## Fiche technique
- Titre original : The Mystery of the Hindu Image
- Réalisation : Raoul Walsh
- Société de production : Majestic Motion Picture Company
- Société de distribution : Mutual Film
- Pays d’origine :  États-Unis
- Langue originale : anglais
- Format : noir et blanc — 35 mm — 1,37:1 — film muet
- Genre : drame
- Durée : deux bobines - 600 m
- Date de sortie :
  - États-Unis : 26 juillet 1914
- Licence : domaine public

## Distribution
- Raoul Walsh
- Nick Cage
- Dark Cloud
- Richard Cummings
- Eagle Eye